# Limbo (fotografia)
In fotografia si utilizza la parola limbo per indicare uno sfondo senza angoli davanti al quale piazzare il soggetto che, se correttamente illuminato, apparirà come "sospeso nel vuoto".
Il limbo può essere di varie dimensioni, da pochi centimetri per fotografare piccoli soggetti (gioielli, apparecchiature elettroniche) fino a diversi metri per la fotografia di persone, animali, ma anche automobili.

## Come funziona il limbo
La nostra percezione della posizione di un oggetto nello spazio è data dall'analisi integrata di varie nozioni percettive e conoscitive. 
- Percettive: dimensioni, colore, forma e posizione
- Conoscitive: Le dimensioni medie dell'oggetto, le dimensioni conosciute di altri oggetti che si trovano vicini, il posizionamento tipico, il colore tipico.

## L'importanza dell'ombra
Uno degli elementi fondamentali per la percezione della posizione di un oggetto nell'ambiente che lo circonda è l'ombra che l'oggetto proietta. Uno dei primi elementi grafici utilizzati in tipografia è stata infatti l'ombreggiatura che dava un primordiale senso di tridimensionalità a chi l'osservava.
Eliminando l'ombra è possibile estrapolare completamente il soggetto dalle sue caratteristiche tipiche: posizione, dimensione e locazione.
Il limbo serve quindi per aiutare il fotografo a eliminare l'ombra del soggetto.